# Ascoclavulina
Ascoclavulina — рід грибів родини Helotiaceae. Назва вперше опублікована 1974 року.

## Класифікація
До роду Ascoclavulina відносять 1 вид:
- Ascoclavulina sakaii